# Рыбье
Рыбье — деревня в Называевском районе Омской области. В составе Покровского сельского поселения.

## История
Основана в 1800 г. В 1928 г. состояла из 116 хозяйств, основное население — русские. Центр Рыбьевского сельсовета Называевского района Омского округа Сибирского края.

## Население
| 1926 | 2002 | 2010 |
| ---- | ---- | ---- |
| 556  | ↘6   | ↗40  |